# Lepidanthrax arizonensis
Lepidanthrax arizonensis är en tvåvingeart som beskrevs av Hall 1976. Lepidanthrax arizonensis ingår i släktet Lepidanthrax och familjen svävflugor. Inga underarter finns listade i Catalogue of Life.